# Chris Ward
Christopher John Ward (ur. 22 lipca 1970 w Auckland) – nowozelandzki akustyk, realizator dźwięku, montażysta dźwięku, postsynchronów i dubbingu. Razem z inżynierem dźwięku Brentem Burge był nominowany w 2014 do Oscara w kategorii Najlepszy Dźwięk, za film Hobbit: Pustkowie Smauga.